# Hans Dieter Bork
Hans Dieter Bork (* 12. Juli 1932) ist ein deutscher Romanist und Sprachwissenschaftler.

## Leben und Werk
Hans Dieter Bork wurde 1964 (als Schüler von Harri Meier) an der Universität Bonn promoviert mit der Dissertation Die Familie von lateinisch ’Quatere’ im Romanischen (Winter, Heidelberg 1969). Er wurde als Nachfolger von Joseph M. Piel Professor an der Universität zu Köln (erste Assistenten: Annegret Bollée und Johannes Kramer) und blieb es bis zu seiner Emeritierung 1997.

## Werke (Auswahl)
- Materialien, Aufgaben und Hilfsmittel für den Anfängerunterricht im Altfranzösischen. Romanisches Seminar, Bonn 1966. 8. Auflage. Romanisches Seminar, Köln 2004.
- Die lateinisch-romanischen Zusammensetzungen Nomen + Verb und der Ursprung der romanischen Verb-Ergänzungs-Komposita. Romanistischer Verlag, Bonn 1990 (Harri Meier gewidmet).
- (Hrsg.) Harri Meier – Stationen seines Lebens und Wirkens.  Hamburg – Rostock – Leipzig – Lissabon – Heidelberg – Bonn. Interviews mit Willi Hirdt. Romanisches Seminar, Köln 2005.